# سيدي بن عدة
سيدي بن عدة هي إحدى بلديات ولاية عين تموشنت الجزائرية.